# Сейфулліна (Жилисуський сільський округ)
Сейфу́лліна (каз. Сейфуллин) — село у складі Жетисайського району Туркестанської області Казахстану. Входить до складу Жилисуського сільського округу.
У радянські часи село називалось Отдділення № 4 совхоза імені Леніна або Сейфулліно
Населення — 780 осіб (2021; 1010 у 2009, 1160 у 1999, 814 у 1989).